# 上海新亜大酒店

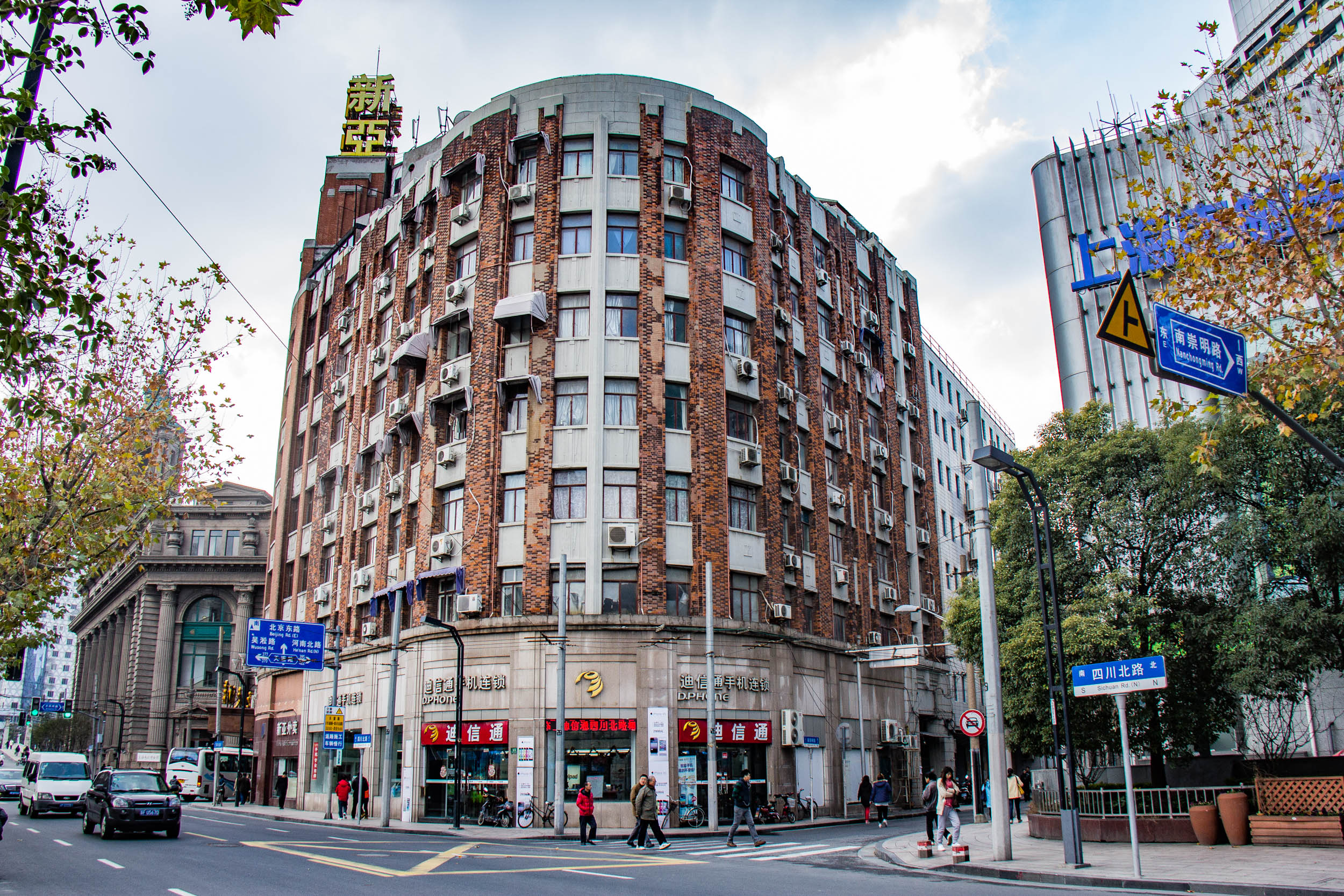
上海新亜大酒店

上海新亜大酒店（シャンハイしんあだいしゅてん、中国語: 上海新亚大酒店、英語: New Asia Hotel, Shanghai）は上海市虹口区にあるホテル。このホテルは1933年に建設し、翌年の1月に開業した。上海新亜大酒店は広州新亜大酒店の支店だったが、1956年に国有化された。1994年、上海新亜大酒店は上海市優秀歴史建築に入選した。現在、上海新亜大酒店は錦江国際グループ傘下の三ツ星ホテルである。